# Francisco León Franco
Francisco Javier León Chiriboga (Nacimiento	13 de octubre de 1832, Fallecimiento	10 de agosto de 1880 (49 años)) fue un político ecuatoriano que ejerció como ministro de relaciones exteriores y de gobierno en la administración del presidente Gabriel García Moreno desde 1870 hasta 1875 y durante las faltas temporales de este vicepresidente del Ecuador. Luego del asesinato del presidente Gabriel García Moreno, el 6 de agosto de 1875, Francisco León Franco fue el encargado del poder ejecutivo del Ecuador hasta el 4 de octubre de 1875.

### Ministros
| Ministerio                                                        | Titular                         |
| ----------------------------------------------------------------- | ------------------------------- |
| Ministerio de Guerra y Marina                                     | Francisco Javier Salazar        |
| Ministerio de Hacienda                                            | José Javier Eguiguren y Riofrío |
| Ministerio de lo Interior, Relaciones Exteriores y Obras Públicas | Manuel de Acázubi               |

| Predecesor: Francisco Salazar                      | Ministro de Relaciones Exteriores y de Gobierno del Ecuador 1 de marzo de 1870 - 6 de agosto de 1875 | Sucesor: Manuel de Ascásubi                |
| Predecesor: Manuel de Ascazubi y Matheu (Interino) | Vicepresidente de la República del Ecuador 17 de marzo de 1870 - 6 de agosto de 1875                 | Sucesor: Rafael Pérez Pareja               |
| Predecesor: Gabriel García Moreno                  | Encargado del Poder Ejecutivo de la República del Ecuador 6 de agosto de 1875 - 4 de octubre de 1875 | Sucesor: José Javier Eguiguren (Encargado) |